# RMS Laconia (1921)
RMS Laconia – brytyjski oceaniczny statek pasażerski, należący do przedsiębiorstwa żeglugowego Cunard Line. Podczas II wojny światowej służył jako krążownik pomocniczy HMS Laconia, następnie transportowiec wojska, zatopiony przez U-Boota 12 września 1942 roku.

## Służba
Statek zbudowano w stoczni Swan Hunter & Wigham Richardson w Wallsend z przeznaczeniem na linię nowojorską, jako następcę statku „Laconia” zatopionego podczas I wojny światowej. Należał do serii pięciu statków, nazwanych od historycznych krain („Scythia”, „Franconia”, „Carinthia”, „Samaria”; nazwa „Laconia” oznaczała Lakonię). Statek miał pojemność 19 860 BRT i mógł zabrać 340 pasażerów w klasie I, 340 w klasie II i 1500 w klasie III.
"Laconia” została zwodowana 9 kwietnia 1921 roku (numer budowy 1125), a budowę ukończono w styczniu 1922. W swój pierwszy rejs wyruszyła 25 maja 1922 roku na trasie z Southampton do Nowego Jorku. Głównie pływała do Nowego Jorku z macierzystego portu Liverpoolu, a w 1923 roku – z Hamburga.
Wkrótce po wybuchu II wojny światowej, 5 września 1939 statek został zarekwirowany przez brytyjską Admiralicję i przekształcony w krążownik pomocniczy HMS „Laconia” (znak taktyczny F42). Przebudowa w Portsmouth trwała cztery i pół miesiąca, okręt otrzymał uzbrojenie składające się z ośmiu pojedynczych armat kalibru 152 mm Mk VII i dwóch armat przeciwlotniczych kalibru 76 mm (w późniejszym czasie został przezbrojony). Zapas paliwa wynosił 1895 ts. Służył następnie do eskorty konwojów atlantyckich, głównie między Halifaksem a Wielką Brytanią, w składzie sił Halifax Escort Force, od czerwca 1940 do kwietnia 1941 – Bermuda and Halifax Escort Force, a od maja do września 1941 – North Atlantic Escort Force.

## Zatopienie Laconii
W październiku 1941 roku „Laconia” zakończyła służbę w charakterze krążownika pomocniczego i została zaadaptowana do funkcji transportowca wojska w czarterze Ministerstwa Transportu Wojennego. Jej uzbrojenie stanowiły dwa działa kalibru 120 mm, sześć dział przeciwlotniczych kalibru 76 mm, oraz dodatkowo sześciolufową baterię pom-pomów, cztery pojedyncze armaty Bofors 40 mm oraz dwie baterie wyrzutni 2-calowych rakiet przeciwlotniczych typu Unrotated Projectiles. 1 września 1942 roku statek wypłynął samotnie z Kapsztadu, w rejsie z Suezu do Wielkiej Brytanii, wokół Afryki, z 2725 osobami na pokładzie (w tym 1793 włoskich jeńców, 286 żołnierzy brytyjskich, 103 żołnierzy polskich strzegącymi jeńców oraz 80 cywilów. Dowódcą był kpt. mar. Rudolf Sharp. 12 września znajdujący się około 900 mil morskich na południe od Freetown statek został trafiony dwiema torpedami przez niemiecki okręt podwodny U-156 i zatonął w rejonie pozycji 5°05′S 11°38′W/-5,083333 -11,633333.
Na skutek korespondencji radiowej „Laconii” i zorientowania się w liczbie i narodowości rozbitków przez U-156, z inicjatywy jego dowódcy Wernera Hartensteina dowództwo U-Bootów podjęło szeroko zakrojoną akcję polecając znajdującym się w pobliżu okrętom U-156, U-506, U-507 i włoskiemu „Comandante Cappellini” ratowanie rozbitków. Z powodu ograniczonej ilości miejsca na okrętach, brano pod uwagę holowanie szalup do brzegu francuskiego Wybrzeża Kości Słoniowej przez wynurzone okręty. Zaalarmowano także marynarkę francuskiego rządu Vichy, stacjonującą w Afryce. U-156 jako pierwszy podjął w nocy wyławianie rozbitków, biorąc ich na pokład 193, a następnie ubezpieczając szalupy. Podał też otwartym tekstem swoją sytuację przez radio w celu uprzedzenia aliantów. U-506 i U-507 przybyły w nocy 14/15 września i również brały udział w holowaniu łodzi. Rankiem 16 września, mimo wywieszenia flagi Czerwonego Krzyża, U-156 został obrzucony bombami przez amerykański samolot B-24 Liberator, który spowodował niewielkie uszkodzenia.

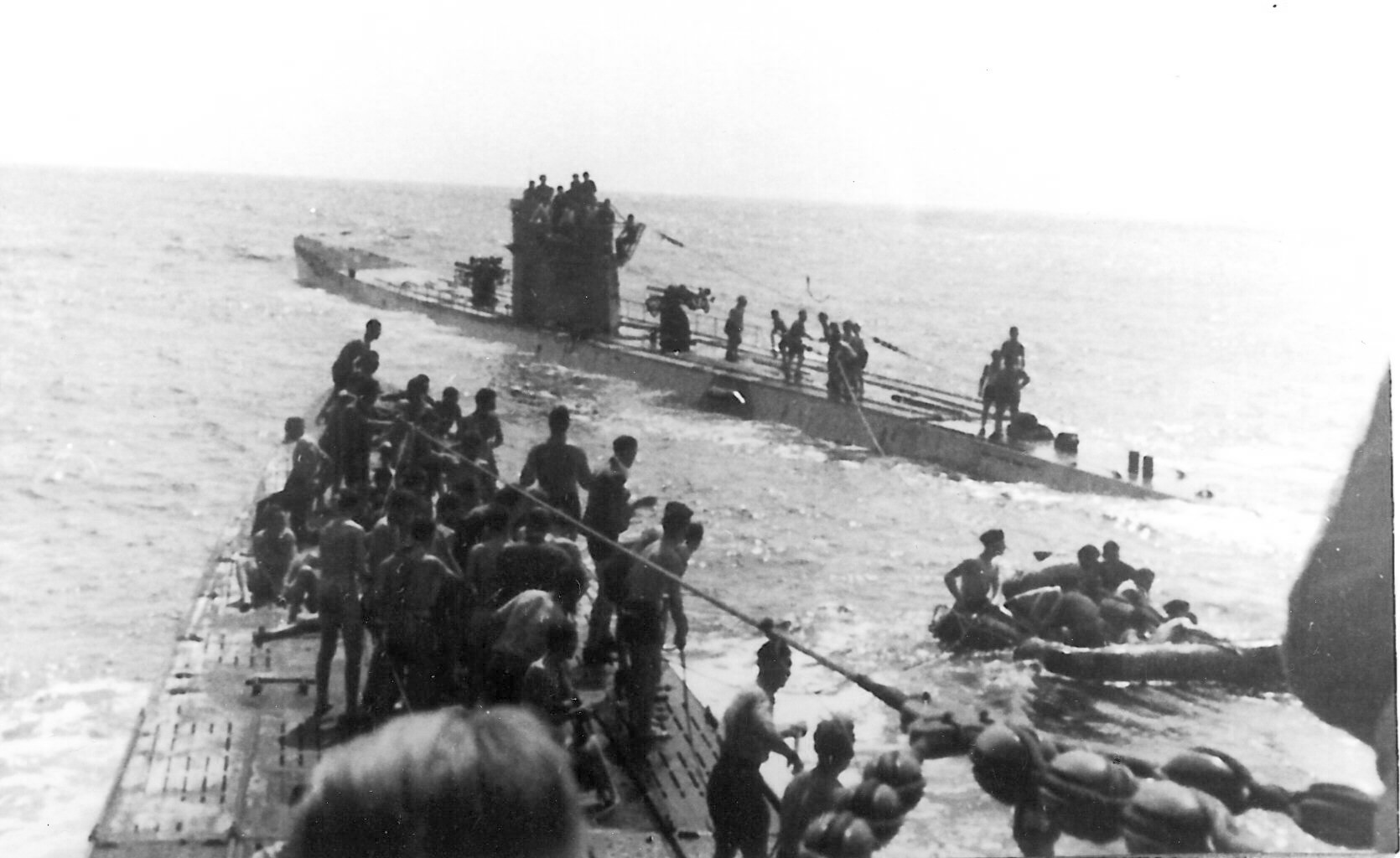
U-156 i U-506 podczas akcji ratowniczej

16 września w nocy dowództwo niemieckie nakazało przerwać operację, mimo to uczestniczące już w niej U-Booty kontynuowały ją. W końcu 17 września rozbitków przejęły francuskie okręty „Annamite” i „Gloire”. Konsekwencją akcji było wydanie przez dowódcę U-Bootów, admirała Dönitza wieczorem 17 września rozkazu zabraniającego załogom niemieckich okrętów podwodnych ratowania rozbitków ze storpedowanych statków nieprzyjaciela, jako sprzeciwiającego się elementarnej konieczności wojennej niszczenia statków i załóg (tzw. rozkaz Laconia-Befehl). Z całej załogi „Laconii” udało się uratować niewiele ponad 1000 osób.